# Górki Śląskie
Górki Śląskie (deutsch Gurek, 1936–1945 Waldeck) ist ein Dorf in der Gemeinde Nędza im Powiat Raciborski der polnischen Woiwodschaft Schlesien.
Gurek hat sich in ehemaligen Landkreis Rybnik befunden. Nach der Teilung von Oberschlesien zwischen Polen und Deutschland in 1922 ist Gurek auf der deutschen Seite geblieben. Im 18. und 19. Jahrhundert gehörte Gurek der Familie von Eichendorff aus Lubowitz, der auch der berühmte Dichter Joseph von Eichendorff angehörte. Zum ersten Mal wurde Gurek 1642 erwähnt. In Gurek befindet sich ein Stadion mit zwei Fußballfeldern und zwei Tennisplätzen. Durch das Dorf fließt der Fluss Sumina. Im Dorf steht auch eine moderne Kirche, die in den Jahren 1980–1986 erbaut wurde.